# Neofabricia sericisepala
Neofabricia sericisepala är en myrtenväxtart som beskrevs av J.R.Clarkson och Joy Thomps.. Neofabricia sericisepala ingår i släktet Neofabricia och familjen myrtenväxter. Inga underarter finns listade i Catalogue of Life.